# VR-Bank Bonn
Die VR-Bank Bonn eG mit Sitz in Bonn-Duisdorf war eine regionale, eingetragene Genossenschaftsbank. Ihr Geschäftsgebiet erstreckte sich über die Bonner Stadtteile Duisdorf, Lengsdorf, Brüser Berg, Friesdorf, Plittersdorf, Bad Godesberg, Lannesdorf und Mehlem, sowie die Gemeinde Alfter und Wachtberg-Niederbachem.

## Geschichte
Am 13. September 1896 eröffnete der Lengsdorfer Spar- und Darlehenskassenverein e.G.m.u.H. in Bonn. Nur drei Tage später, am 16. September 1896, entstand in unmittelbarer Nachbarschaft der Duisdorfer Spar- und Darlehenskassenverein e.G.m.u.H. Am 2. Februar 1961 firmierte dieser um in die Raiffeisenbank Duisdorf eG.
Der Alfterer Zweig begann am 19. Januar 1899 mit der Gründung des Alfterer Spar- und Darlehenskassenvereins e.G.m.u.H. Am 13. Dezember 1908 eröffnete der Oedekoven-Gielsdorfer Spar- und Darlehenskassenverein e.G.m.u.H. Beide Genossenschaftsbanken fusionierten am 23. Juni 1964 zur Spar- und Darlehenskasse Alfter eGmbH.
Nach weiteren Zusammenschlüssen fusionierten schließlich die Raiffeisenbank Hardtberg eG und die Raiffeisenbank Alfter eG am 5. Juli 1989 zur Raiffeisenbank Hardtberg-Alfter eG.
Der älteste Zweig der Bad Godesberger Kreditbank ist in Bonn-Friesdorf zu finden. Am 4. Juli 1880 kam es hier zur Gründung des Friesdorfer Spar- und Darlehenskassenvereins.
Nach weiteren Zusammenschlüssen entstand am 29. Oktober 1969 aus der Fusion der Spar- und Darlehenskasse eGmbH Bad Godesberg-Friesdorf und der Spar- und Kreditbank Mehlem eGmbH die Bad Godesberger Kreditbank eGmbH.
Die VR-Bank Bonn war im Jahr 2003 durch die Fusion der Bad Godesberger Kreditbank (BGK) mit der Raiffeisenbank Hardtberg-Alfter entstanden.
Im Juni 2022 (rückwirkend zum 1. Januar 2022) verschmolz die Bank mit der VR-Bank Rhein-Sieg zur VR-Bank Bonn Rhein-Sieg eG.

## Gesellschaftliches Engagement
Seit 2007 gab es die Stiftung der VR-Bank Bonn eG, eine gemeinnützige rechtsfähige Stiftung des bürgerlichen Rechts. Mit einem Stiftungskapital von 1 Mio. Euro förderte die Stiftung in Form von Spenden Vereine und soziale Institutionen im unmittelbaren Geschäftsgebiet. Hierbei lag der Hauptfokus auf Kinder- und Jugendprojekten.
Die Stiftung ist 2022 zur VR-Bank Bonn Rhein-Sieg eG übergegangen.